# Sir Henry Cotton Rookie of the Year Award
De Sir Henry Cotton Rookie of the Year Award is vernoemd naar de beroemde Engelse golfer Henry Cotton.
De prijs wordt sinds 1960 uitgereikt. De winnaar wordt bepaald door een panel van de Europese Tour, de Royal and Ancient Golf Club of St Andrews en de 'Association of Golf Writers'. De winnaar is meestal de beste rookie op de Europese PGA Tour.

## Winnaars
| - 1960: Tommy Goodwin - 1961: Alex Caygill - 1962: Niet uitgereikt - 1963: Tony Jacklin - 1964: Niet uitgereikt - 1965: Niet uitgereikt - 1966: Robin Liddle - 1967: Niet uitgereikt - 1968: Bernard Gallacher - 1969: Peter Oosterhuis - 1970: Stuart Brown - 1971: David Llewellyn - 1972: Sam Torrance - 1973: Pip Elson - 1974: Carl Mason - 1975: Niet uitgereikt - 1976: Mark James - 1977: Nick Faldo - 1978: Sandy Lyle - 1979: Mike Miller - 1980: Paul Hoad - 1981: Jeremy Bennett | - 1982: Gordon Brand Jr. - 1983: Grant Turner - 1984: Philip Parkin - 1985: Paul Thomas - 1986: José María Olazabal - 1987: Peter Baker - 1988: Colin Montgomerie - 1989: Paul Broadhurst - 1990: Russell Claydon - 1991: Per-Ulrik Johansson - 1992: Jim Payne - 1993: Gary Orr - 1994: Jonathan Lomas - 1995: Jarmo Sandelin - 1996: Thomas Bjørn - 1997: Scott Henderson - 1998: Olivier Edmond - 1999: Sergio Garcia - 2000: Ian Poulter - 2001: Paul Casey - 2002: Nick Dougherty - 2003: Peter Lawrie | - 2004: Scott Drummond - 2005: Gonzalo Fz-Castaño - 2006: Marc Warren - 2007: Martin Kaymer - 2008: Pablo Larrazábal - 2009: Chris Wood - 2010: Matteo Manassero - 2011: Tom Lewis - 2012: Ricardo Santos - 2013: Peter Uihlein - 2014: Brooks Koepka - 2015: Byeong Hun An - 2016: Jeunghun Wang - 2017: Jon Rahm-Rodriguez - 2018: Shubhankar Sharma - 2019: Robert MacIntyre - 2020: Sami Välimäki - 2021: Matti Schmid - 2022: Thriston Lawrence - 2023: Ryo Hisatsune |

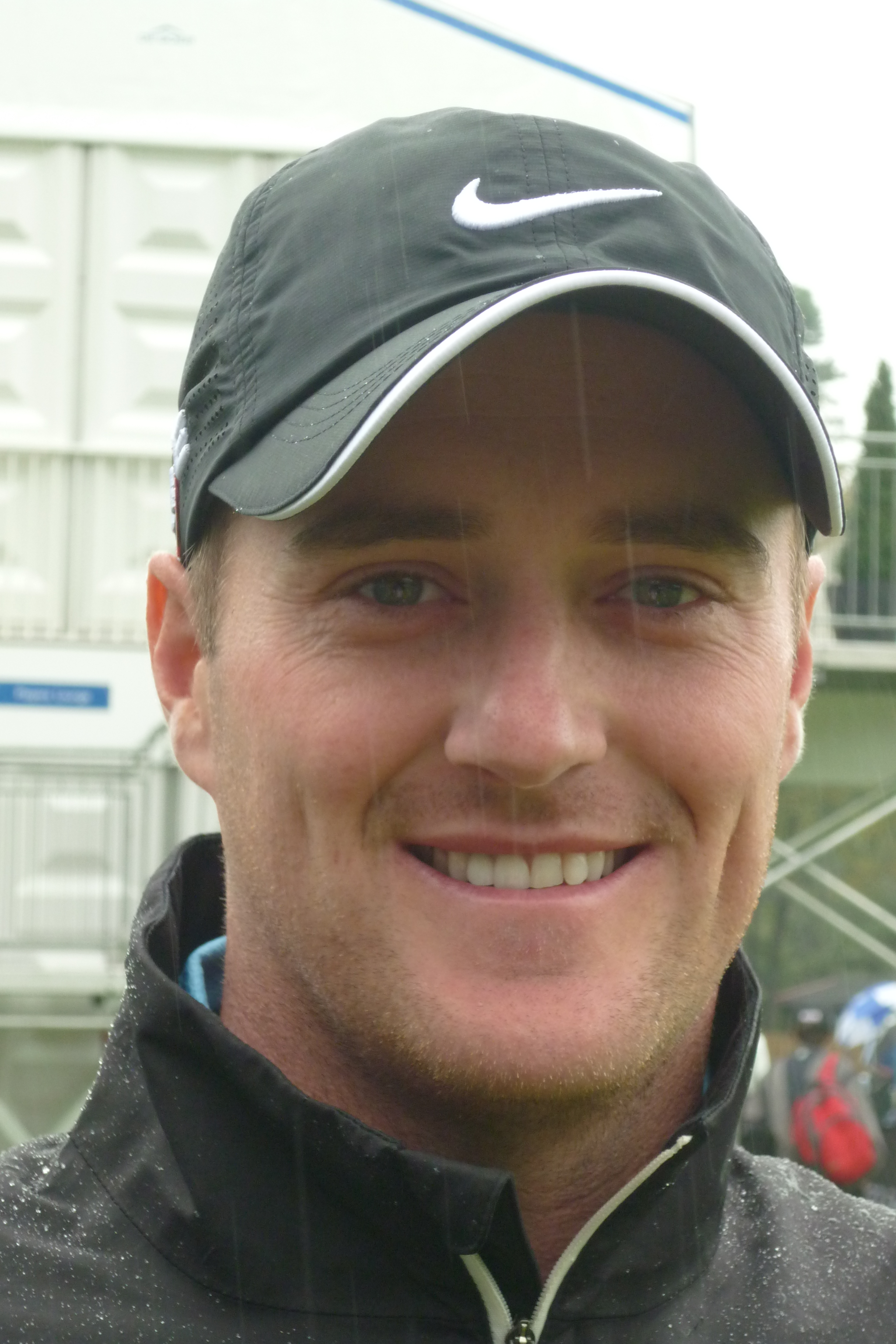
Marc Watten 2006
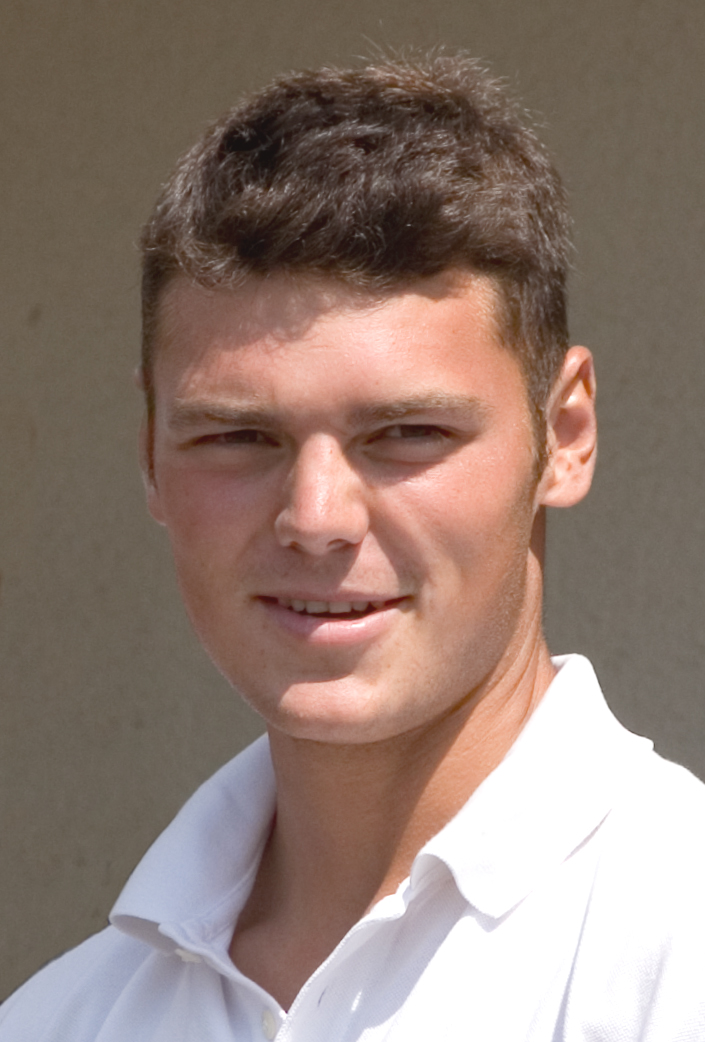
Martin Kaymer 2007
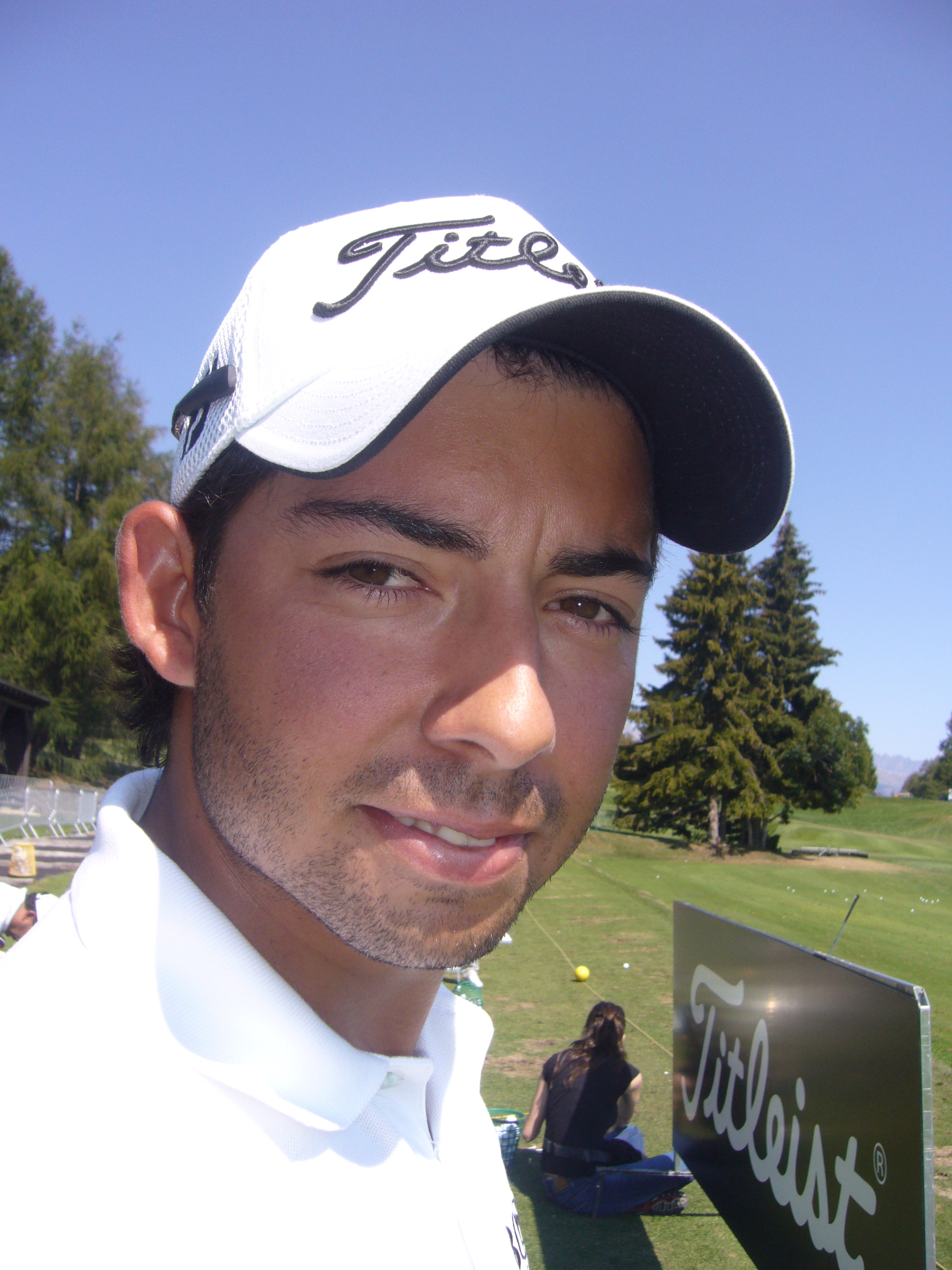
Pablo Larrazábal 2008
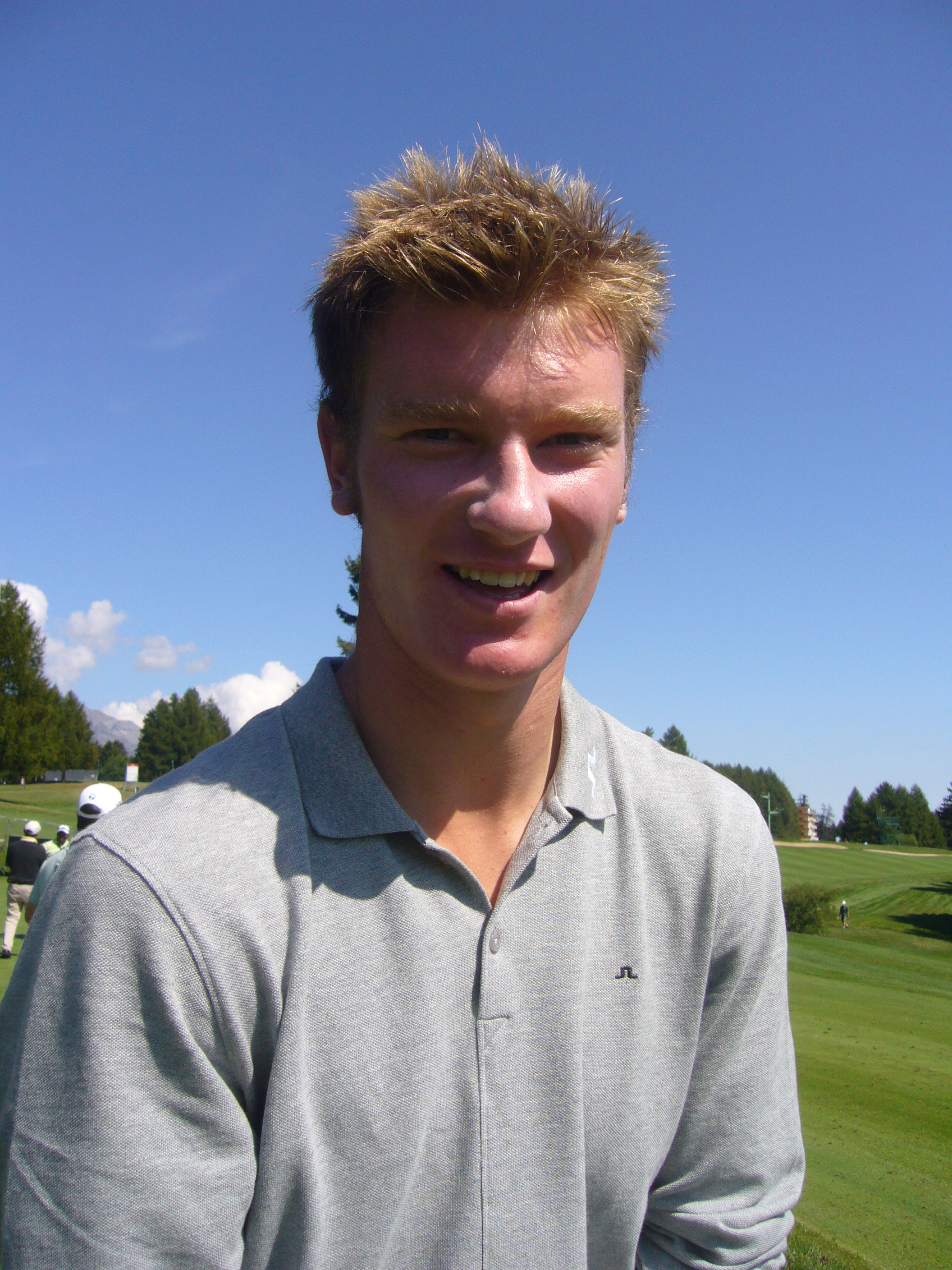
Chris Wood 2009
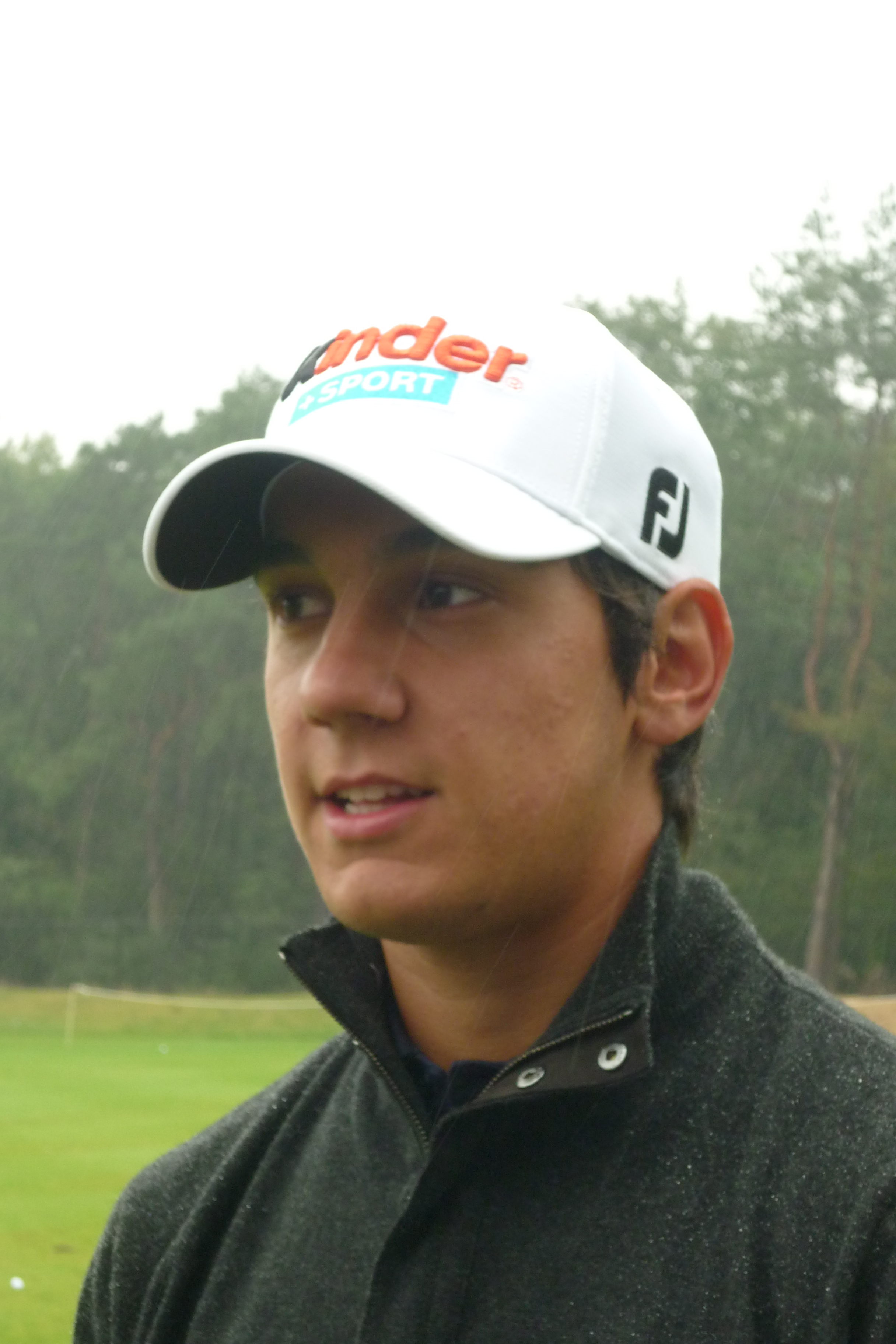
Matteo Manassero 2010
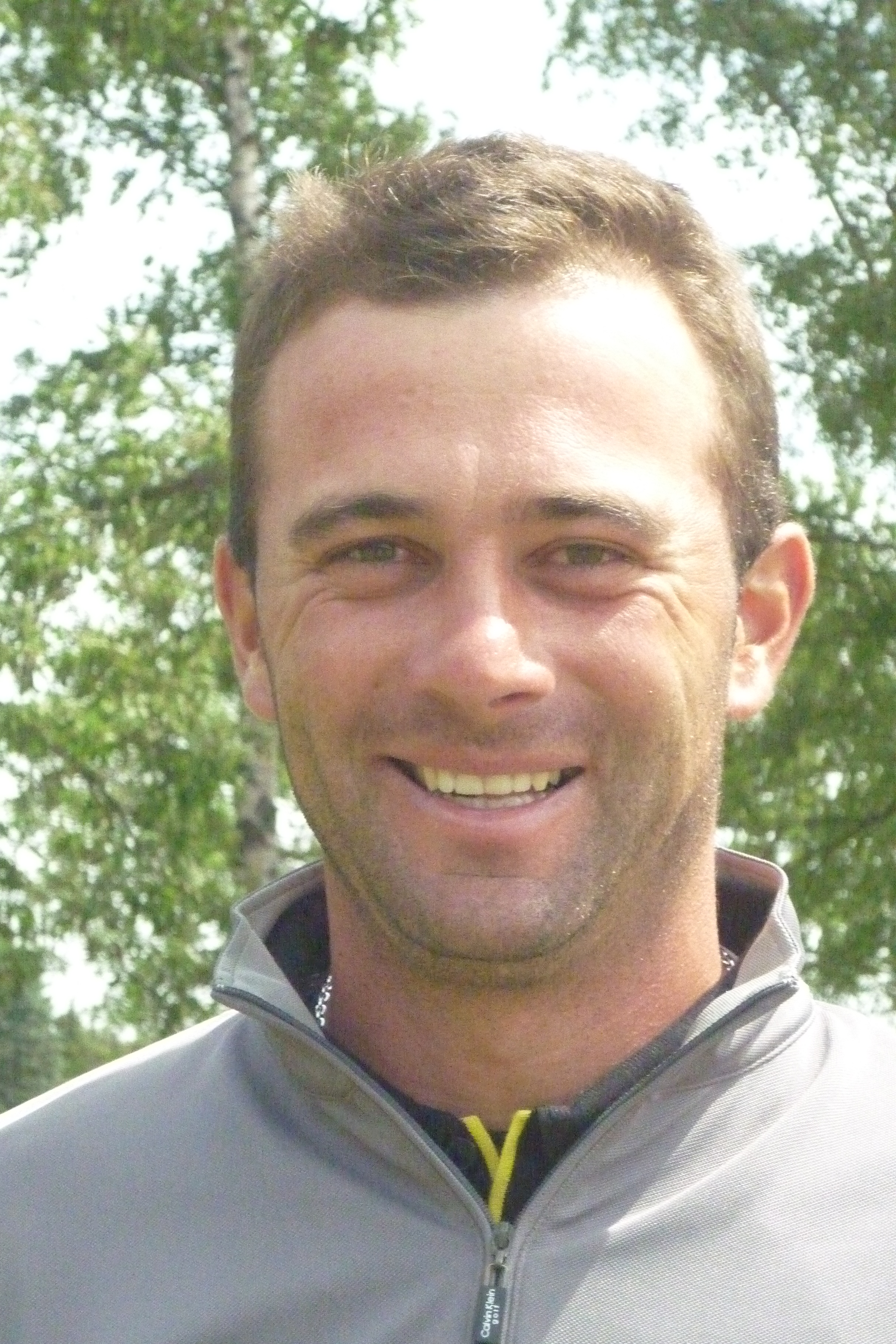
Ricardo Santos 2012